# Liste der Bodendenkmäler in Essen
Die Liste der Bodendenkmäler in Essen enthält die Denkmäler im Stadtgebiet von Essen in Nordrhein-Westfalen, die im Teil B der Denkmalliste der Stadt Essen eingetragen sind (Stand: Januar 2016). Grundlage für die Aufnahme der Bodendenkmäler ist das Denkmalschutzgesetz Nordrhein-Westfalen (DSchG NRW).
| Bild                                       | Bezeichnung                                  | Lage                       | Beschreibung | Bauzeit                             | Eingetragen seit   | Denkmal- nummer   |
| ------------------------------------------ | -------------------------------------------- | -------------------------- | --- | ----------------------------------- | ------------------ | ----------------- |
| weitere Bilder                             | Burgwüstung Haus Horst                       | Horst Karte                | mittelalterliche Burganlage mit erhaltener, ehemaliger Kapelle, östlichem Wirtschaftstrakt, Vorburgmauer, ausgerissenen Mauerfundamenten und gewölbten Räumen                                                                                               | unklar                              | 10. Juli 1986      | 1 (PDF; 681 kB)   |
| weitere Bilder                             | Holteyer Hafen und Reste des Leinpfads       | Überruhr Karte             | Reste der Hafenbauwerke, die zu Beginn der Ruhrschifffahrt errichtet wurden | Leinpfad: um 1780; Hafen: 1837/1838 | 11. Juli 1988      | 2 (PDF; 526 kB)   |
| Ehemalige Steeler Stadtmauer               | Ehemalige Steeler Stadtmauer                 | Steele Karte               | Stadtmauerrest der ehemaligen Stadt Steele | 15./16. Jahrhundert                 | 8. Juni 1989       | 4 (PDF; 221 kB)   |
| BW                                         | Haus Horl                                    | Vogelheim Karte            | adeliger Rittersitz, Reste der mittelalterlichen Wasserburg | 15. Jahrhundert                     | 21. Februar 1991   | 5 (PDF; 567 kB)   |
| Schleusenanlage Rote Mühle                 | Schleusenanlage Rote Mühle                   | Heisingen Karte            | Mauern der Schleusenkammer der ehemaligen Schleuse an der Ruhr | 1774                                | 23. September 1992 | 6 (PDF; 354 kB)   |
| weitere Bilder                             | Burghügel, Motte, Kattenturm, Luttelnau      | Kettwig Karte              | Teilweise erhaltene Motte und Ruine des Wohnturms der Herren von Luttelnau, Lehensträger der Abtei Werden | 13. Jahrhundert                     | 23. September 1992 | 7 (PDF; 465 kB)   |
| weitere Bilder                             | Burg/Hof Haus Heisingen                      | Heisingen Karte            | Reste einstiger Bauten des ehemaligen Rittersitzes und Lehens der Abtei Werden | 12./13. Jahrhundert                 | 12. Oktober 1995   | 8 (PDF; 482 kB)   |
| weitere Bilder                             | Herrenburg                                   | Heidhausen Karte           | frühmittelalterliche Ringwallanlage auf dem Pastoratsberg | etwa 9. Jahrhundert                 | 10. Oktober 1996   | 9 (PDF; 651 kB)   |
| Leinwebermarkt (Marktplatz)                | Leinwebermarkt (Marktplatz)                  | Werden Karte               | Pflasterungen aus dem 18. Jahrhundert unter der heutigen Oberfläche des Leinwebermarktes, einem der ältesten Plätze Werdens. | 18. Jahrhundert                     | 10. März 1994      | 10 (PDF; 447 kB)  |
| Steinkiste von Essen-Kupferdreh            | Steinkiste von Essen-Kupferdreh              | Kupferdreh Karte           | Grabanlage aus der Jungsteinzeit | Jungsteinzeit                       | 1. Juni 1994       | 11 (PDF; 530 kB)  |
| weitere Bilder                             | Marktkirche                                  | Stadtkern Karte            | unter der heutigen Platzoberfläche an der Kirche St. Gertrudis, heute Marktkirche, erwartete Grundmauern, Pflaster und andere Überreste einstiger Bebauungen                                                                                                | 11. Jahrhundert                     | 8. September 1994  | 12 (PDF; 1010 kB) |
| weitere Bilder                             | Hof/Burg Haus Scheppen                       | Fischlaken Karte           | ehemaliges Lehnsgut der Abtei Werden | 13. Jahrhundert                     | 8. September 1994  | 13 (PDF; 632 kB)  |
| BW                                         | Brunnen                                      | Kettwig Karte              | runder Brunnenschacht aus Ruhrsandstein mit vier ausgehöhlten Baumstämmen als Wasserleitung | 18. Jahrhundert                     | 8. September 1994  | 14 (PDF; 290 kB)  |
| BW                                         | Kastellwüstung Werden                        | Werden Karte               | Reste des Kastells Werden unter der heutigen Oberfläche. Das Kastell wich 1847 einer Fabrik, und diese nach Zerstörung im Zweiten Weltkrieg der heutigen Verkehrsfläche. 1444 durch Adolf von Kleve errichtet, diente die Burg ab 1776 als Gefängnis.       | 1444                                | 8. September 1994  | 15 (PDF; 1,1 MB)  |
| weitere Bilder                             | Kirche St. Clemens                           | Heidhausen Karte           | Katholische Kirche, am 1. Mai 957 durch Erzbischof Bruno von Köln geweiht, 1817 abgebrochen | Mitte 10. Jahrhundert               | 8. September 1994  | 16 (PDF; 523 kB)  |
| weitere Bilder                             | St.-Lucius-Kirche (Essen)                    | Werden Karte               | ehemals dreischiffige Basilika | 10./11. Jahrhundert                 | 8. September 1994  | 17 (PDF; 367 kB)  |
| BW                                         | Kirchenwüstung St. Nikolauskapelle           | Werden Karte               | Fundamentreste der am 5. Oktober 1047 durch Erzbischof Hermann II. geweihten Kirche unter der heutigen Abteistraße, (B 224) | 1. Hälfte 11. Jahrhundert           | 8. September 1994  | 18 (PDF; 493 kB)  |
| weitere Bilder                             | Burg Schloss Schellenberg                    | Rellinghausen Karte        | Hauptburg, einst von einem Wassergraben umgeben mit Anfängen im 14. Jahrhundert | 14. Jahrhundert                     | 15. Mai 1995       | 19 (PDF; 419 kB)  |
| weitere Bilder                             | Vorgänger der Abteikirche Werden             | Werden Karte               | Die Abteikirche fasst die einst bestehende Peterskirche aus dem 10. Jahrhundert und die Salvatorkirche aus dem 9. Jahrhundert zusammen. Von diesen werden Fundament- und Baureste im Boden erwartet und sind Teile bei wenigen Grabungen entdeckt worden.   | 9./10. Jahrhundert                  | 23. Mai 1995       | 20 (PDF; 448 kB)  |
| BW                                         | Vorgängerbauten am Essener Dom               | Stadtkern Karte            | Fundamentreste der klösterlichen Vorgängerbauten und des Gutshofes sowie Befestigungsanlagen | 2. Hälfte 9. Jahrhundert            | 13. März 1997      | 21 (PDF; 929 kB)  |
| weitere Bilder                             | Grabenanlage Vryburg                         | Horst Karte                | Ringwallanlage mit doppeltem Graben | 9./10. Jahrhundert                  | 13. März 1997      | 22 (PDF; 618 kB)  |
| weitere Bilder                             | Motte Vittinghoff                            | Stadtwald Karte            | Reste des ehemaligen Stammsitzes des Adelsgeschlechts Vietinghoff |                                     | 2. Oktober 1997    | 23 (PDF; 578 kB)  |
| weitere Bilder                             | Haus Baldeney                                | Bredeney Karte             | Fundamentreste der niedergelegten Gebäude und Grabenprofile des ehemals freien Rittersitzes | 13. Jahrhundert                     | 11. Dezember 1997  | 24 (PDF; 644 kB)  |
| weitere Bilder                             | Wasserburg Schloss Oefte                     | Kettwig Karte              | Reste der romanischen Burg aus dem 8. Jahrhundert des späteren Lehens der Reichsabtei Werden, | 8. Jahrhundert                      | 11. Dezember 1997  | 25 (PDF; 445 kB)  |
| BW                                         | Stadtmauer                                   | Werden Karte               | Reste der Werdener Stadtbefestigung an der Körholzstraße | 14. Jahrhundert                     | 11. Dezember 1997  | 26 (PDF; 664 kB)  |
| Haus Stein                                 | Haus Stein                                   | Haarzopf Karte             | Reste im Boden und Kellergewölbe des ehemaligen Dienstmannenlehens der Abtei Werden | 1360                                | 26. März 1998      | 27 (PDF; 480 kB)  |
| BW                                         | Hügel                                        | Haarzopf Karte             | Hügel am Rumbach, der im Mittelalter als Beobachtungs-, Verteidigungs- oder Gerichtsplatz diente. | unklar                              | 26. März 1998      | 28 (PDF; 442 kB)  |
| weitere Bilder                             | Kloster Werden                               | Werden Karte               | Ehemalige Klosteranlagen, von denen teils nur noch untertägige Reste erhalten sind. | ab 8. Jahrhundert                   | 25. Juni 1998      | 29 (PDF; 585 kB)  |
| weitere Bilder                             | St. Laurentiuskirche                         | Steele Karte               | Reste des Vorgängerbaus der heutigen Kirche unter der heutigen Oberfläche | 11. Jahrhundert                     | 13. Oktober 1998   | 30 (PDF; 560 kB)  |
| weitere Bilder                             | Hof Aschebroch                               | Stadtkern Karte            | Intakte Überreste der Hofanlage unter dem Bereich der heutigen Kreuzeskirche | 14. Jahrhundert                     | 24. November 1998  | 31 (PDF; 513 kB)  |
| weitere Bilder                             | Schloss Borbeck                              | Borbeck-Mitte Karte        | Grabenreste und bauliche Reste im Boden der Vorgängerbauten sowie einer Haupt- und Vorburg | 13. Jahrhundert                     | 10. Dezember 1998  | 32 (PDF; 665 kB)  |
| weitere Bilder                             | St. Dionysiuskirche                          | Borbeck-Mitte Karte        | Fundamentreste der ursprünglichen Filialkirche von St. Johann etwa aus dem 13./14. Jahrhundert | 13./14. Jahrhundert                 | 8. Dezember 1998   | 33 (PDF; 473 kB)  |
| weitere Bilder                             | Ringwallanlage Alteburg                      | Heidhausen Karte           | Reste eine Burganlage aus karolingischer Zeit | 8. Jahrhundert                      | 9. Dezember 1998   | 34 (PDF; 762 kB)  |
| weitere Bilder                             | Nonnenkloster Stoppenberg                    | Stoppenberg Karte          | bauliche Reste mittelalterlicher Stiftsgebäude, Reste einer alten Stiftsmauer | ab ca. 11. Jahrhundert              | 24. Februar 2000   | 35 (PDF; 1,1 MB)  |
| BW                                         | Galgenhügel                                  | Schuir Karte               | Mit Eichen überwachsener Hügel, der auf einer Gebietskarte von 1582 als Gerichtsplatz des Werdenschen Gerichts bezeichnet wird | unklar                              | 30. Mai 2000       | 36 (PDF; 461 kB)  |
| BW                                         | Lochstein                                    | Fischlaken Karte           | Ein aus dem Bergbau stammender Lochstein, der dem Geviertfeld Joseph I. und dem Längenfeld Carl Hugo zugeordnet wird. | 18. Jahrhundert                     | 30. Mai 2000       | 37 (PDF; 396 kB)  |
| Haus Achternberg                           | Haus Achternberg                             | Kray Karte                 | Fundamentreste untertägig eines Gebäudekomplexes und einer Grabenanlage des einstigen Rittergutes | unklar                              | 25. Januar 2001    | 38 (PDF; 933 kB)  |
| Kirchenwüstung Markuskapelle               | Kirchenwüstung Markuskapelle                 | Bredeney Karte             | 1036 ließ Abt Gerold eine Kapelle in Bredeney zu Ehren der Allerheiligsten Dreifaltigkeit errichten. Bauliche Reste der 1803 niedergelegten Kapelle werden im Boden erwartet. Hier steht ein Gedenkstein.                                                   | 1036                                | 27. Februar 2001   | 39 (PDF; 407 kB)  |
| Stiepelturm                                | Stiepelturm                                  | Rellinghausen Karte        | untertägige, bauliche Reste des ehemaligen Stiepelhofes, Gebäudegruppe der bäuerlichen Steingaden, die der Verteidigung, Zuflucht oder Wohnzwecken dienten                                                                                                  | 15. Jahrhundert                     | 22. März 2001      | 40 (PDF; 523 kB)  |
| BW                                         | Gerichtshaus Byfang                          | Kupferdreh Karte           | Wüstung des Byfanger Gerichtshauses | 17. Jahrhundert                     | 8. Mai 2001        | 41 (PDF; 476 kB)  |
| BW                                         | Sommerburg                                   | Margarethenhöhe Karte      | Reste von Vor- und Hauptburg, verfüllte Grabenanlagen | 10.–12. Jahrhundert                 | 21. Juni 2001      | 42 (PDF; 957 kB)  |
| Zeche Richradt, Schacht Dreckbank          | Zeche Richradt, Schacht Dreckbank            | Fischlaken Karte           | Industriewüstung | 16. Jahrhundert                     | 26. Juni 2001      | 43 (PDF; 558 kB)  |
| weitere Bilder                             | Burg Isenburg                                | Stadtwald Karte            | Burgruine, Burg durch Dietrich von Altena-Isenberg errichtet | 1241/1242                           | 28. Juni 2001      | 44 (PDF; 813 kB)  |
| Blücherturm                                | Blücherturm                                  | Rellinghausen Karte        | einst Schauplatz von Hexenprozessen, Existenz von begleitenden Bauten wird vermutet | 1567                                | 28. Juni 2001      | 45 (PDF; 582 kB)  |
| BW                                         | Hofanlage Hof Geilinghaus                    | Heidhausen Karte           | Wüstung der Hofanlage des für die Abtei Werden bedeutenden Hofes Geilinghaus, in den 1950er Jahren niedergelegt | 12. Jahrhundert                     | 28. Mai 2002       | 46 (PDF; 327 kB)  |
| weitere Bilder                             | Burg Altendorf                               | Burgaltendorf Karte        | Burgruine mit Grabenanlage. Es wird erwartet, dass bauliche Reste der mittelalterlichen Anlage im Bereich der Haupt- und Vorburg im Boden erhalten sind. | 2. Hälfte 12. Jahrhundert           | 11. Juli 2002      | 47 (PDF; 620 kB)  |
| BW                                         | Heisinger Landwehr                           | Heisingen Karte            | mittelalterliche Landwehr, Graben und Wall im Boden erkennbar | unklar                              | 5. Dezember 2002   | 48 (PDF; 490 kB)  |
| weitere Bilder                             | geologische Wand Kampmannbrücke              | Heisingen Karte            | freiliegende Schichten des flözführenden Oberkabons mit Resten erdgeschichtlicher Pflanzen, Einschlüssen von Driftholz und gut erhaltenen Steinkernen von nichtmarinen Muscheln                                                                             | unklar                              | 3. Juni 2003       | 49 (PDF; 436 kB)  |
| BW                                         | Stiftsmauer Werden                           | Werden Karte               | obertägig abgetragene und im Erdreich erhaltene Teilstücke der obertägig in Teilen erhaltenen Stiftsmauer, die den Immunitätsbereich abgrenzte | etwa 12. Jahrhundert                | 18. Juni 2003      | 50 (PDF; 840 kB)  |
| BW                                         | Spillenburger Schleuse                       | Überruhr Karte             | Schleusenmauern an der Ruhr, zu Beginn der Ruhrschifffahrt errichtet | 1774                                | 25. Juni 2003      | 51 (PDF; 594 kB)  |
| BW                                         | Stollenmundloch                              | Fischlaken Karte           | gemauertes Stollenmundloch eines Bergbaustollens mit Tonnengewölbe der Zeche Ilandsbraut | 1. Hälfte 19. Jahrhundert           | 23. April 2004     | 52 (PDF; 760 kB)  |
| BW                                         | Wall-Grabenanlage/Waldgrenze                 | Kupferdreh (Rodberg) Karte | Wall- und Grabenanlage als Anlage von Waldgrenzen | unklar                              | 22. April 2004     | 53 (PDF; 877 kB)  |
| BW                                         | Stiftsmauer Rellinghausen                    | Rellinghausen Karte        | in wenigen Teilen erhaltene Stiftsmauer der Abtei Rellinghausen |                                     | 16. September 2004 | 54 (PDF; 765 kB)  |
| BW                                         | Limbecker Tor                                | Stadtkern Karte            | untertägige Reste der Anlage des westlichen Essener Stadttores | 1. Hälfte 14. Jahrhundert           | 27. Mai 2008       | 55 (PDF; 622 kB)  |
| BW                                         | Silberkuhlsturm                              | Rüttenscheid Karte         | Fundamente des Silberkuhlsturm aus der Zeit des Silberbergbaus in Rüttenscheid. Er diente Wohn- aber auch Wehrzwecken. Vermutlich wurden hier aus der in der Nachbarschaft befindlichen Silberkuhle geförderte Erze (Silber und Blei) gelagert und bewacht. | 14./15. Jahrhundert                 | 26. Juni 2008      | 56 (PDF; 581 kB)  |
| mittelalterliche und neuzeitliche Bebauung | mittelalterliche und neuzeitliche Bebauung   | Stadtkern Karte            | Im historischen Ortskern der nördlichen Innenstadt (nördlich vor der Kreuzeskirche, siehe Bild) entdeckte Funde belegen einst ansässiges Handwerk, insbesondere Metallguss; dazu zählen vermutete Reste kleinteiliger Wohnbebauung.                         | unklar                              | 28. Oktober 2008   | 57 (PDF; 447 kB)  |
| Kriegsgräberstätte                         | Kriegsgräberstätte                           | Ostviertel Karte           | unzugängliche Luftschutzstollen, in denen 99 sowjetische Kriegsgefangene bei einem Luftangriff 1944 ums Leben kamen; heute erinnert daran die Kriegsgräberstätte für russische Zwangsarbeiter der ehemaligen Zeche Graf Beust                               | 1941 oder 1943                      | 28. April 2009     | 58 (PDF; 1,2 MB)  |
| BW                                         | mittelalterliche Hofanlage                   | Heidhausen Karte           | ehemaliger Oberhof der Abtei Werden | etwa 1. Hälfte 11. Jahrhundert      | 26. Mai 2009       | 59 (PDF; 432 kB)  |
| BW                                         | Motte Nettelshof                             | Kettwig Karte              | Burgstall einer Turmhügelburg, mittelalterlicher Vorgängerbau des Schlosses Hugenpoet | unklar                              | 30. November 2010  | 60 (PDF; 887 kB)  |
| BW                                         | Haus Berge, Burgwüstung                      | Bochold Karte              | ca. 80 × 140 Meter große, von etwa 10 bis 20 Meter breiten Wassergräben umgebene Burganlage; erste urkundliche Erwähnung im Jahr 1291 | 13. Jahrhundert                     | 12. Mai 2017       | 61 (PDF; 1,1 MB)  |
| Barocke Kirchenwüstung und Pfarrhaus       | Barocke Kirchenwüstung und Pfarrhaus         | Stadtwald Karte            | Wüstung der zweiten evangelischen Kirche der Gemeinde Rellinghausen mit Pfarrhaus; beide wichen 1934 der heutigen Kirche, wobei eine Geländeerhöhung östlich der heutigen Kirche darauf hinweist.                                                           | 1772–1775                           | 28. Juni 2018      | 62 (PDF; 1,9 MB)  |
| BW                                         | Pingenfeld Kettwig                           | Kettwig Karte              | Etwa einen Kilometer südöstlich von Kettwig befindet sich auf einer Fläche von rund 500 × 100 Metern eine Vielzahl von ausgekuhlten Gruben, sogenannten Pingen, die Hinweise auf oberflächennahen Steinkohlenbergbau geben.                                 | 17. bis Mitte 19. Jahrhundert       | 28. Juni 2018      | 63 (PDF; 2,2 MB)  |
| BW                                         | Pingenfeld der Zeche Victoria                | Byfang Karte               | In Byfang befinden obertätig sichtbare Tagesbrüche eines Stollenbergbaus. Es lassen sich einige ausgekuhlte Gruben, sogenannte Pingen, nachweisen, die Hinweise auf oberflächennahen Steinkohlenbergbau geben.                                              | 19. Jahrhundert                     | 3. März 2020       | 64 (PDF; 896 kB)  |
| BW                                         | Bunker für Personal der krupp´schen Werkbahn | Westviertel Karte          | Einzig bekannte, erhaltene Schutzanlage, die auch nach dem Zweiten Weltkrieg, hier im Kalten Krieg, eine Nachnutzung erfuhr; zuletzt nur noch als Lagerfläche.                                                                                              | späte 1930er Jahre                  | 4. November 2021   | 65 (PDF; 1,1 MB)  |